# Hallerbos
Het Hallerbos (Frans: Bois de Hal) is een bos met een oppervlakte van 552 ha ten zuidoosten van Halle (511 ha op Hals grondgebied). Het bos is grotendeels eigendom van het Vlaams Gewest en een klein deel van het Waals Gewest en privé-eigendommen. Het Hallerbos vormt een stil recreatiegebied, dat sterk op prijs gesteld wordt door de bevolking van de omliggende sterk verstedelijkte zones. Het is zeer toegankelijk dankzij de vele paadjes, en voor een kennismaking zijn er drie wandelroutes uitgestippeld. Het bos maakt deel uit van het Vlaams Ecologisch Netwerk, is sinds 2021 Vlaams natuurreservaat en is Europees beschermd als Natura 2000-gebied 'Hallerbos en nabije boscomplexen met brongebieden en heiden' (BE2400009) (samen met andere deelgebieden zoals de Markvallei, Zuunvallei met domein van Gaasbeek, De Wolfsputten, Kesterbeekvallei, Kesterheide, het bosreservaat Terrijst, Lembeekbos, Zevenbronnen, Gasthuisbos, Begijnenbos). Sinds 2023 maakt het bos deel uit van het Nationaal Park Brabantse Wouden.

## Geschiedenis
Bij het begin van onze tijdrekening maakte het Hallerbos deel uit van het uitgestrekte Kolenwoud, een oerwoud dat zich vóór de komst van de Romeinen uitstrekte van de Zenne tot de Maasvallei, en dat vanaf de Romeinse tijd langzaam gaat verbrokkelen. Tijdens de 18e eeuw vormden het Zoniënwoud en het Hallerbos nog steeds één geheel, maar pas tijdens de Franse overheersing is dit ongedaan gemaakt. Samen met het Zoniënwoud, het Meerdaalwoud, het Kravaalbos en Buggenhout-bos vormt het Hallerbos de laatste resten van dit oerwoud.
De oudste vermelding van het Hallerbos dateert uit 686. De (heilige) Waltrudis, uit het huis der Merovingers, bezat een landgoed op de plek waar nu de stad Halle ligt. Zij schonk dit landgoed in 686 aan het kapittel van de abdij van Bergen die zij in 661 had gesticht. Tot dat landgoed behoorde ook een uitgestrekt bos op de heuvels ten oosten van de stad. Door erfenissen kregen later achtereenvolgens de graven van Henegouwen, de hertogen van Bourgondië en de Habsburgse vorsten voogdijschap over Halle en omgeving. Omdat het zo afgelegen was, lieten de Henegouwse landheren reeds in 1228 het beheer over aan het kapittel van Brussel dat daarvoor 1/3 van de opbrengst kreeg.
In 1648 gaf koning Filips IV van Spanje de stad Halle samen het Hallerbos aan de hertog van Arenberg, als onderpand voor een lening. Toen de koning zijn schuld niet tijdig kon aflossen, verwierf de hertog in 1655 twee derden van het bos, gezamenlijk toen nog 900 bunders groot (d.i. ongeveer 1.125 ha). Het Sint-Waltrudiskapittel van Bergen bleef eigenaar van één derde.
Na een periode van gemeenschappelijk beheer rezen er moeilijkheden tussen beide eigenaars. Om een einde te maken aan de eindeloze ruzies, besloten zij uit onverdeeldheid te treden, en daartoe lieten zij het bos in 1779 opmeten. Ze plaatsten 24 piramidevormige "meerstenen" of grenspalen met aan de ene kant het opschrift SW ("van Sint-Waltrudis") en aan de andere kant AR ("voor Arenberg"). Daarvan staan er nog altijd negentien stuks op de oorspronkelijke scheidingslijn in het bos. Tezelfdertijd werd vastgesteld dat de totale oppervlakte van het bos op dat ogenblik reeds verminderd was tot 531 bunders (= 644 ha), wegens omvorming tot landbouwgrond.
Tijdens de Franse overheersing werd, als gevolg van de Revolutie, het kapittel van Bergen opgeheven, waardoor de Arenbergs ook in het bezit kwamen van het resterende derde deel. Als eigenaars van nog andere grote bosgebieden (onder meer Heverleebos en Meerdaalwoud) stimuleerden de hertogen een degelijk bosbeheer.
Gedurende de Eerste Wereldoorlog liet de Duitse bezetter alle grote bomen omhakken (onder meer voor hout in de loopgraven), zodat het Hallerbos vrijwel geruïneerd werd achtergelaten. Na de oorlog werd het domein onder sekwester geplaatst en in 1930 kwam het in het bezit van de Belgische Staat, bij wijze van oorlogsschadevergoeding. Het bos is ten slotte herbebost tussen de jaren 1930 en 1950, wat het relatief jeugdig aspect ervan verklaart.
Volgens het Instituut voor Natuur- en Bosonderzoek, zijn de oudste systematische flora-waarnemingen (1934) in het Hallerbos afkomstig van Jan Van Schepdael (1907-1974) , biologieleraar in het Koninklijk Atheneum Koekelberg.  
Onteigeningen voor de aanleg van de E19-autosnelweg Brussel-Parijs in 1974 verminderden de oppervlakte van het Hallerbos nog eens met 25 ha. Als gevolg van de gewestvorming werd het bosbeheer in 1983 opgesplitst tussen het Vlaamse (met 511 ha) en het Waalse Gewest (met 48 ha op het grondgebied van Woutersbrakel, gemeente Kasteelbrakel).

## Bodemgesteldheid, reliëf en vegetatie
Het landschap van het Hallerbos wordt bepaald door een vrij vlak massief van ongeveer 120 m hoogte, en is van noord naar zuid doorsneden door vijf valleitjes, met in de dalen opborrelende bronnen. De heuvelkammen zijn bedekt met leemlagen en de steile hellingen met dikke zandlagen. Dankzij de bebossing zijn er sedert de laatste ijstijd weinig wijzigingen opgetreden in dit afwisselende reliëf. De oudste wegen in het bos hebben zich op enkele plaatsen ontwikkeld tot diep ingesneden holle wegen.
Wegens de diversiteit van de bodemtypes in het Hallerbos, zijn de herbebossingen grotendeels uitgevoerd in functie van de lokale bodemkwaliteit. Mede door deze diversiteit vertoont het geen monotoon karakter, maar biedt het een mozaïekachtige bosstructuur, met wisselende bosgezichten en een grote rijkdom aan boomsoorten.
De meest opvallende plantengemeenschappen zijn wel het eiken-haagbeukenbos met wilde hyacint (Endymio-Carpinetum) en het minder diverse maar in oppervlakte grotere eiken-beukenbos met wilde hyacint (Endymio-Fagetum).
De samenstelling van de boomlaag is ongeveer als volgt:
- 70% van de oppervlakte, op leem- en zandbodems: loofbomen, o.a. beuk (202 ha), eik (108 ha) en es (5 ha)
- 30% van de oppervlakte, op zandbodems: naaldbomen, onder meer gewone den (85 ha), Corsicaanse den (16 ha), douglasspar (20 ha) en lork (10 ha)

## Foto's

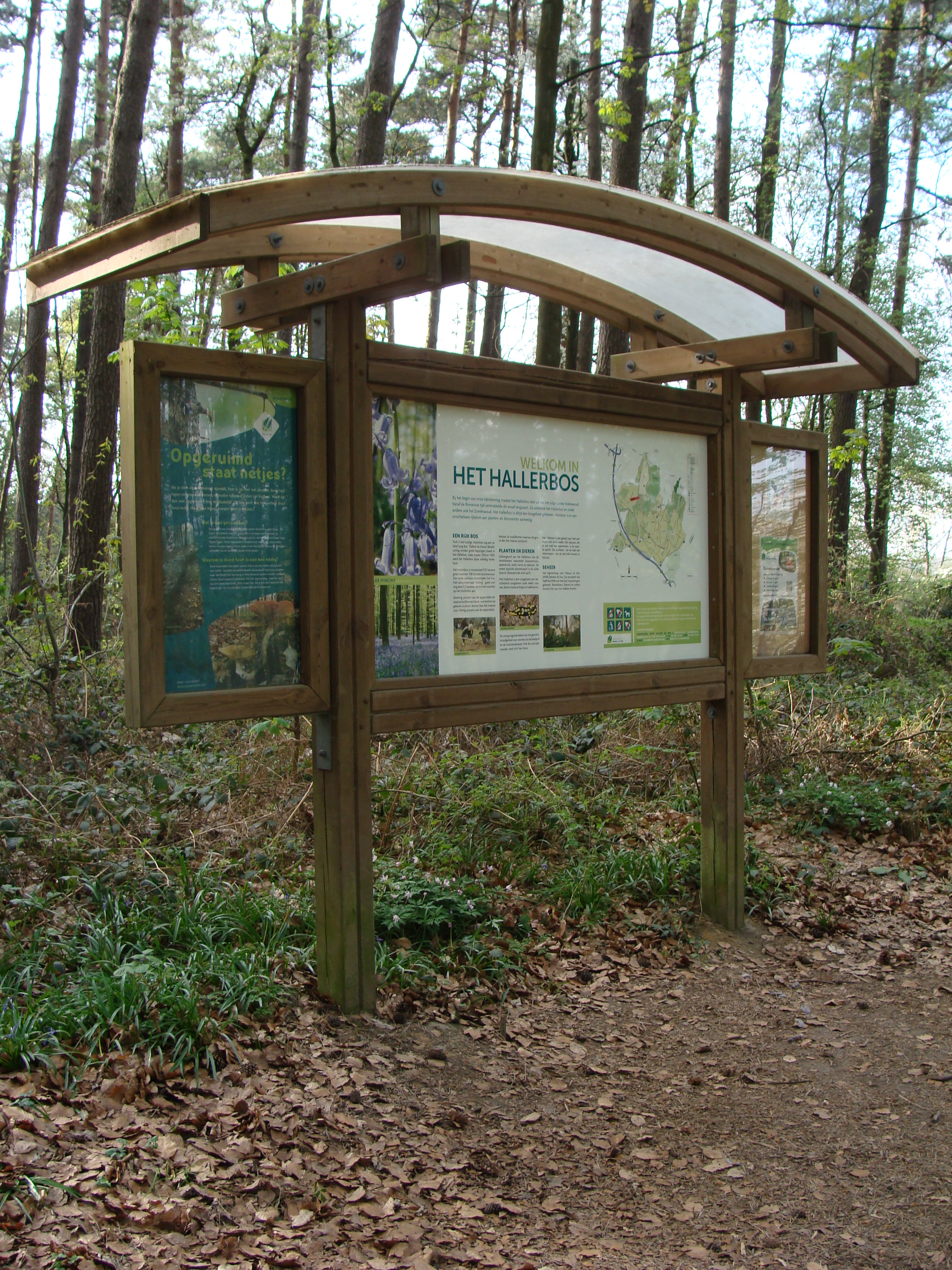
Ingang van het Hallerbos
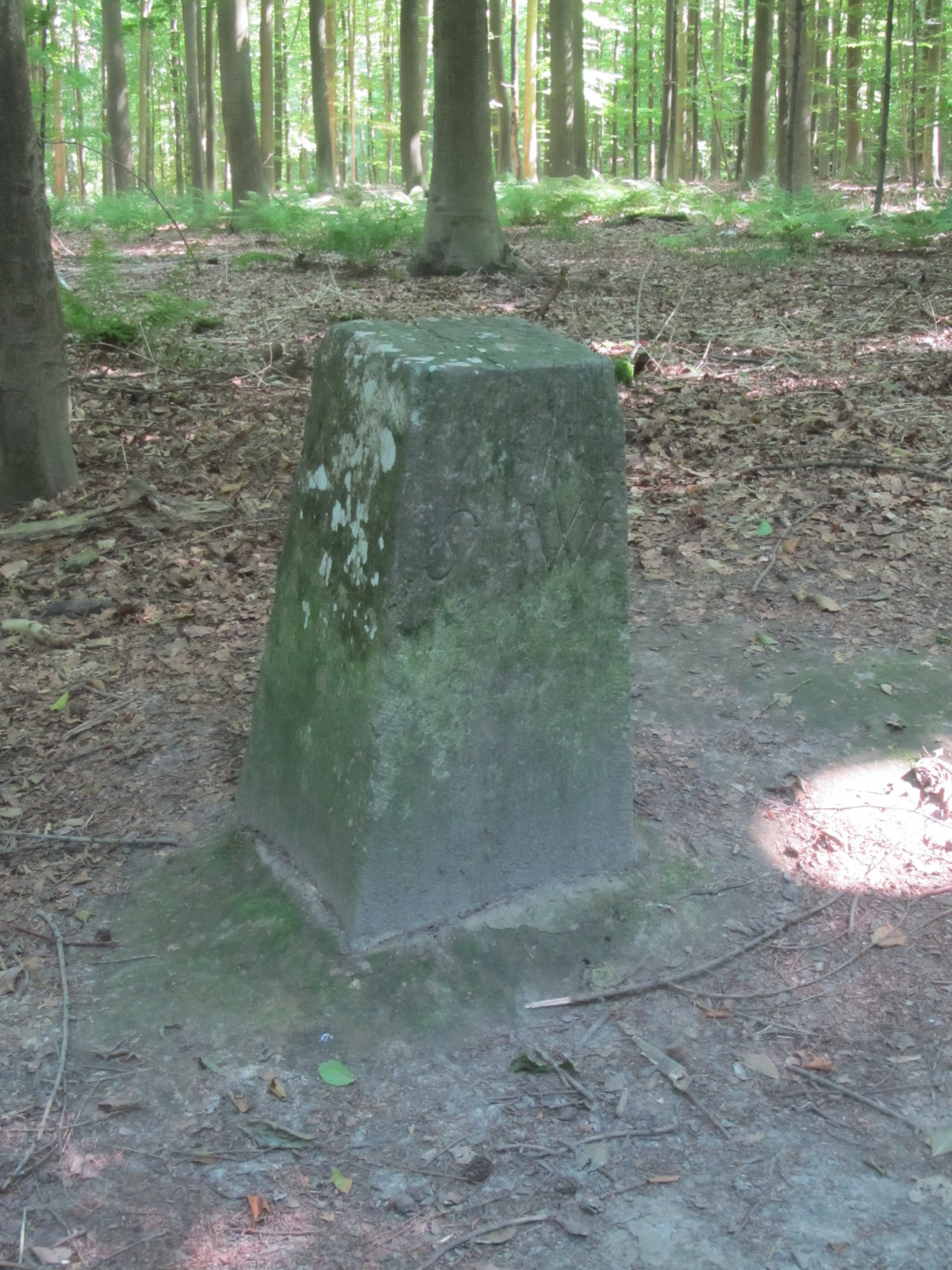
Grenssteen met opschrift SW
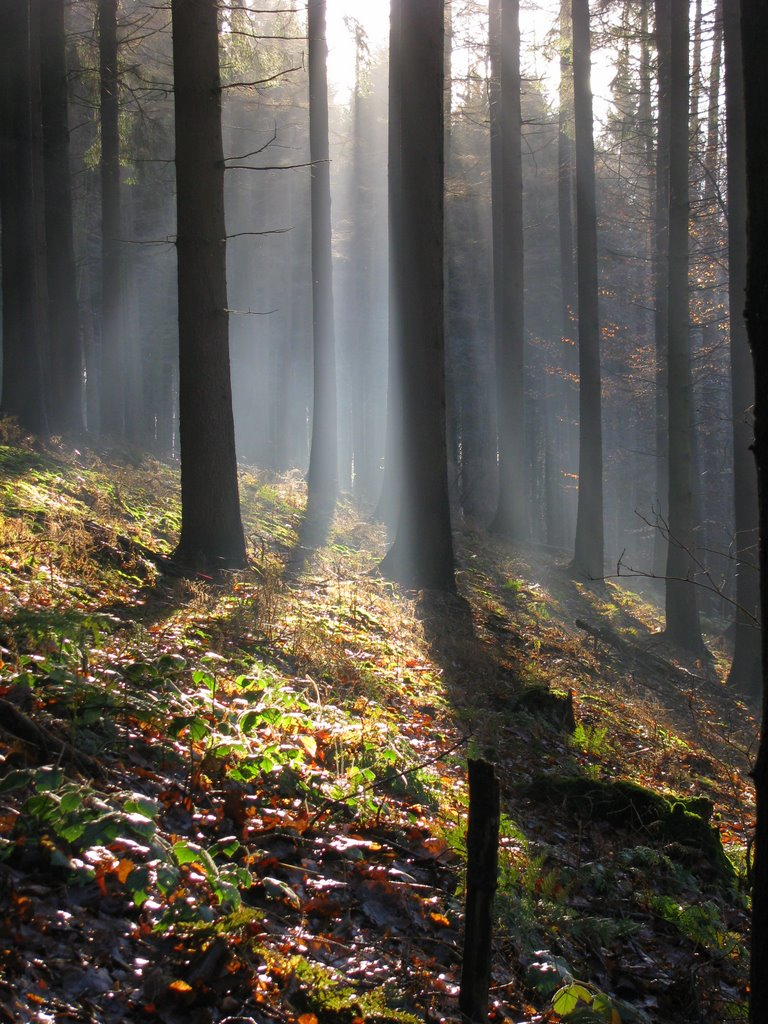
Hallerbos op een winterdag
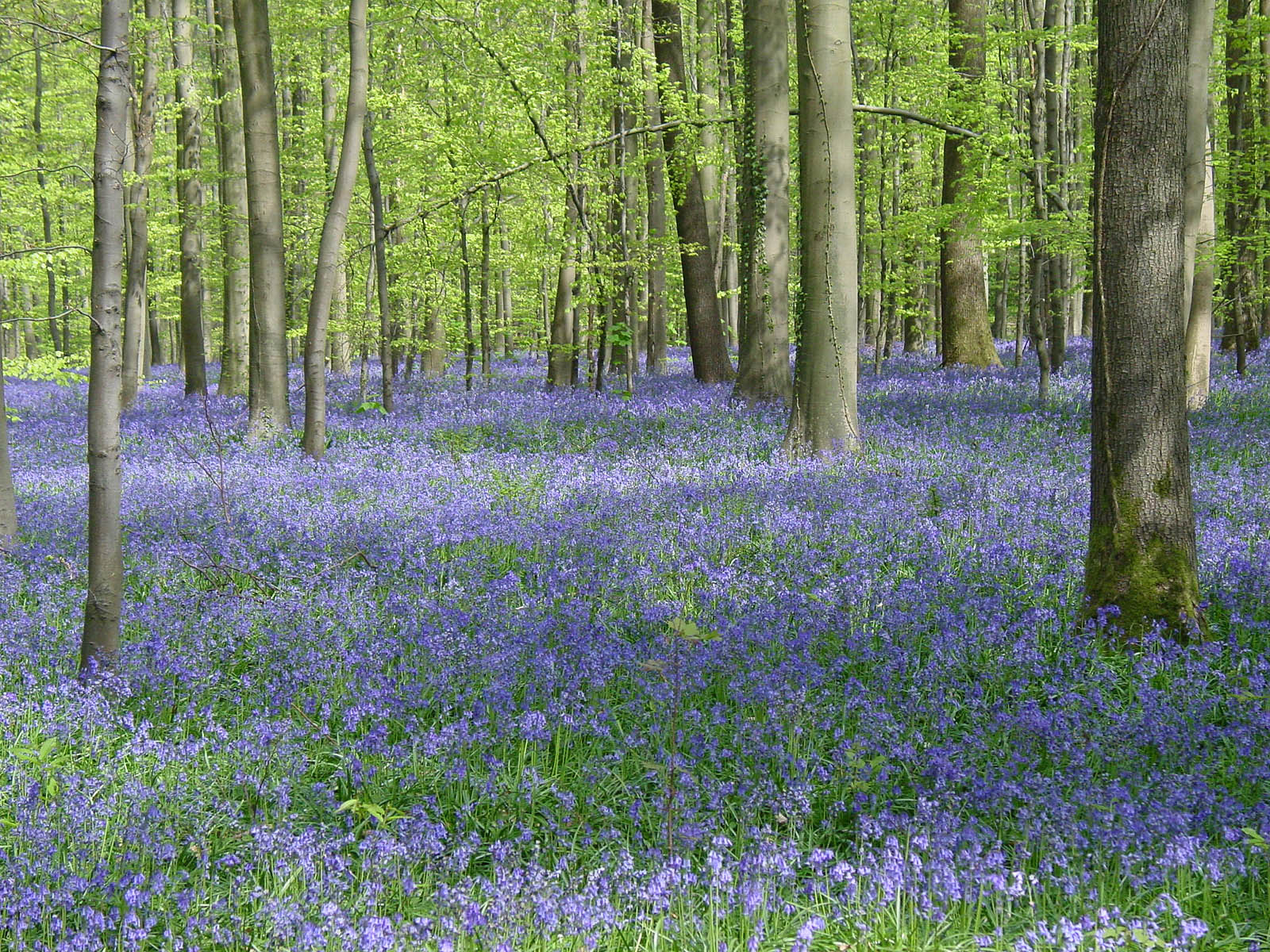
Wilde hyacinten in het Hallerbos
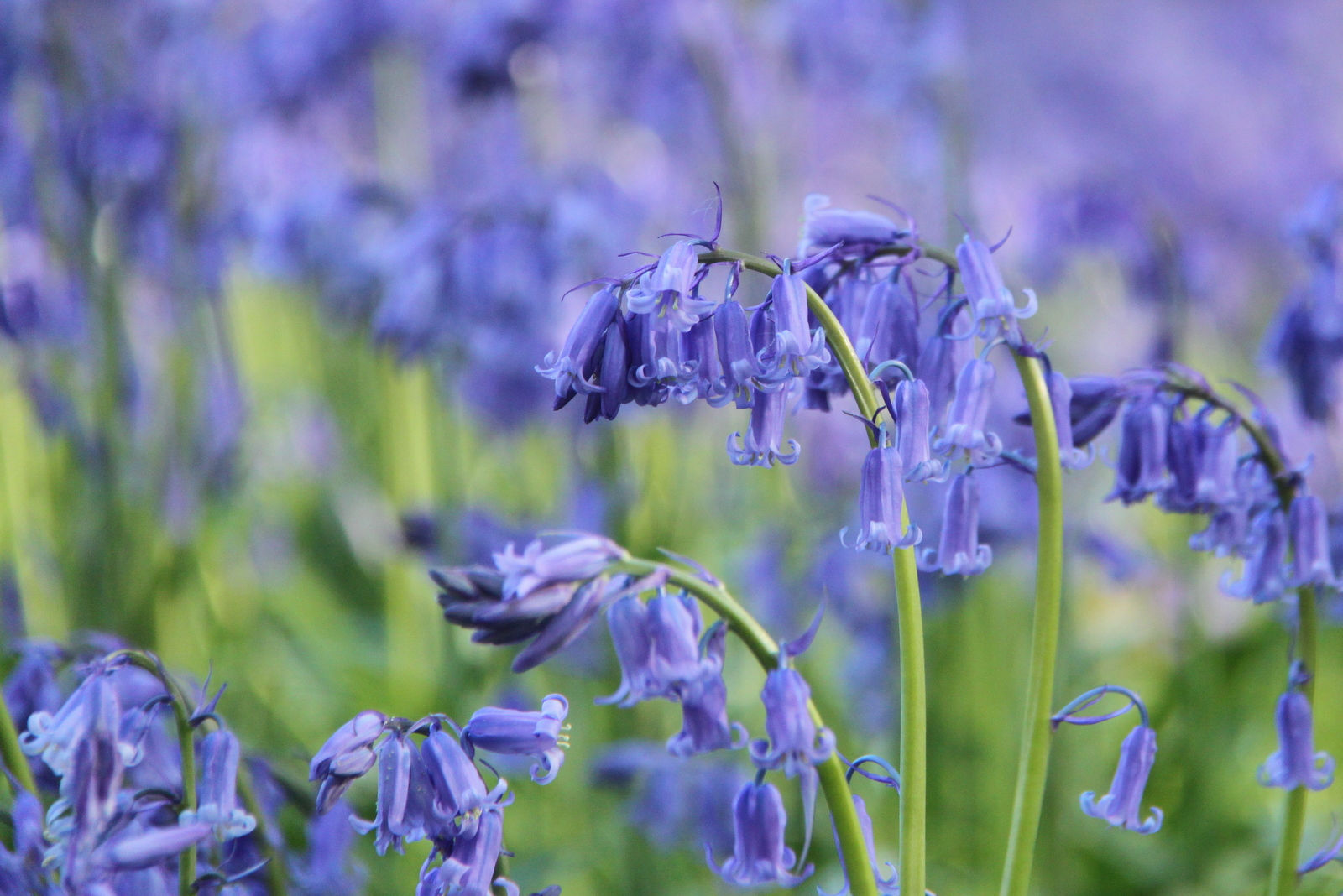
Wilde hyacinten
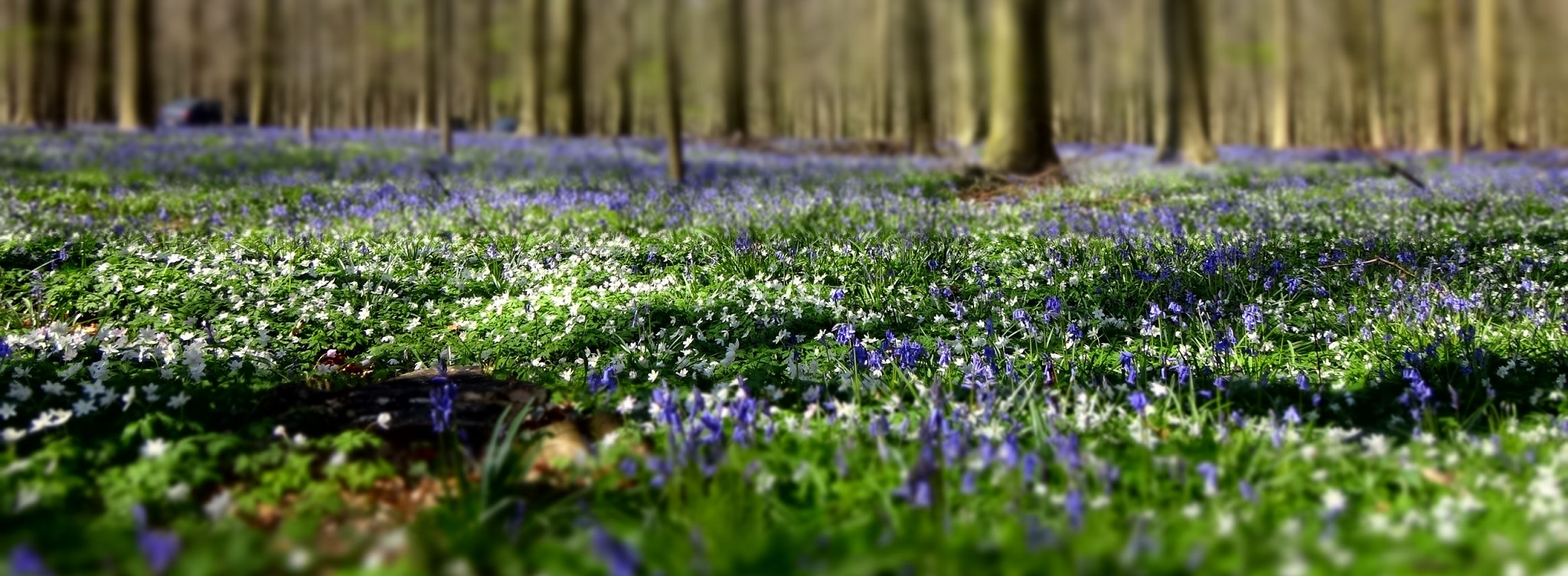
Panoramafoto in het Hallerbos

## Fauna en flora
Ondanks het drukke bosbezoek verblijven er een tiental reeën in het Hallerbos, die soms naar omliggende domeinen trekken om de rust op te zoeken. Hierdoor groeit het reeënbestand haast niet aan, hoewel er binnen het Hallerbos niet op ze gejaagd wordt.
Bij de roofdieren onderscheiden we de vos, bunzing en de wezel, waarvan de populatie moeilijk in te schatten valt.
Er zouden 105 verschillende vogelsoorten zijn waargenomen, waardoor het Hallerbos zich mag beroepen op een rijk vogelbestand.
Het merendeel van de kruidachtige vegetatie bestaat uit lentebloeiers (zogenoemde stinsenplanten), die hun optimale ontwikkeling kennen vooraleer het kronendak van de bovenste etage zich volledig sluit. Zeker de wilde hyacint, die van einde april tot half mei plaatselijk uitgestrekte blauwe bloemtapijten gaat vormen, mag de meest typische plantensoort van het Hallerbos genoemd worden.

## Typische soorten
Planten:
- adelaarsvaren
- bosanemoon
- daslook
- gewone salomonszegel
- wilde hyacint

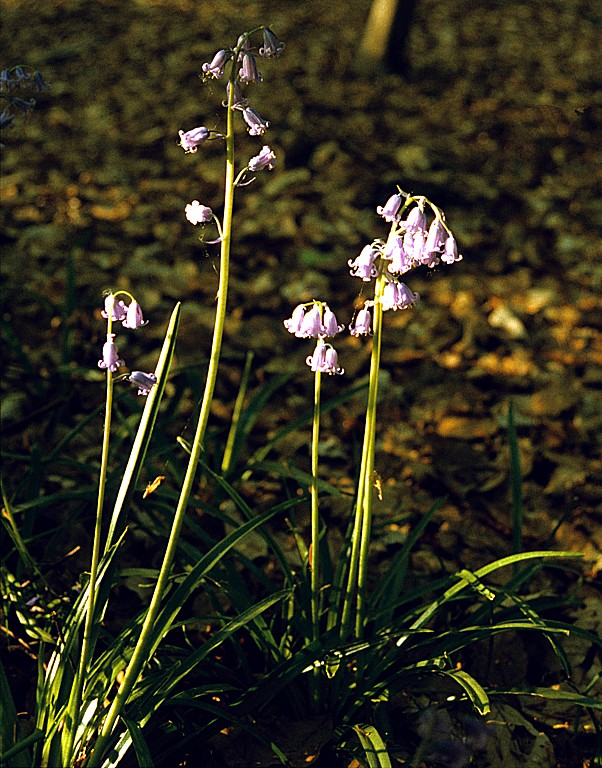
Wilde hyacinten
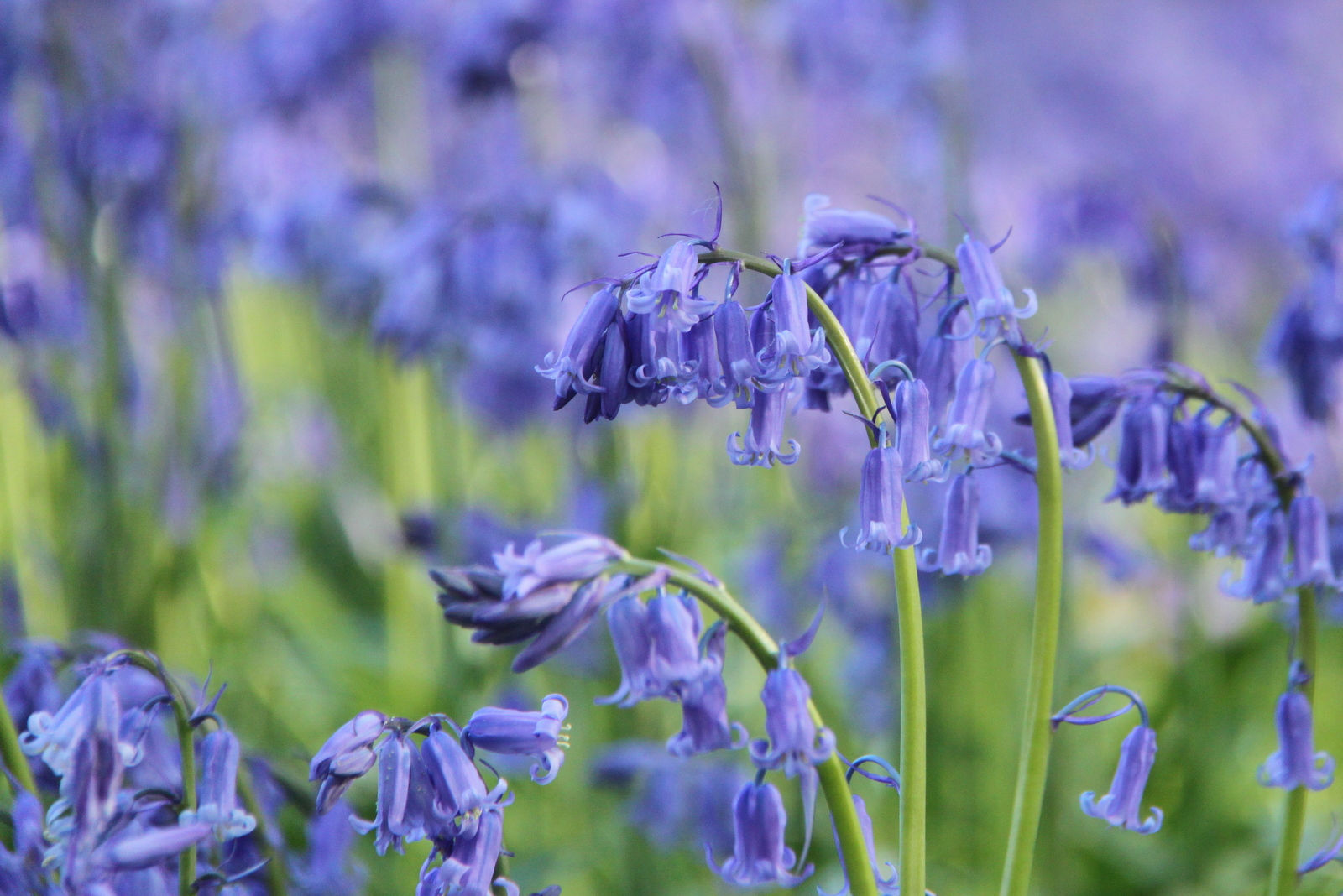
Wilde hyacinten
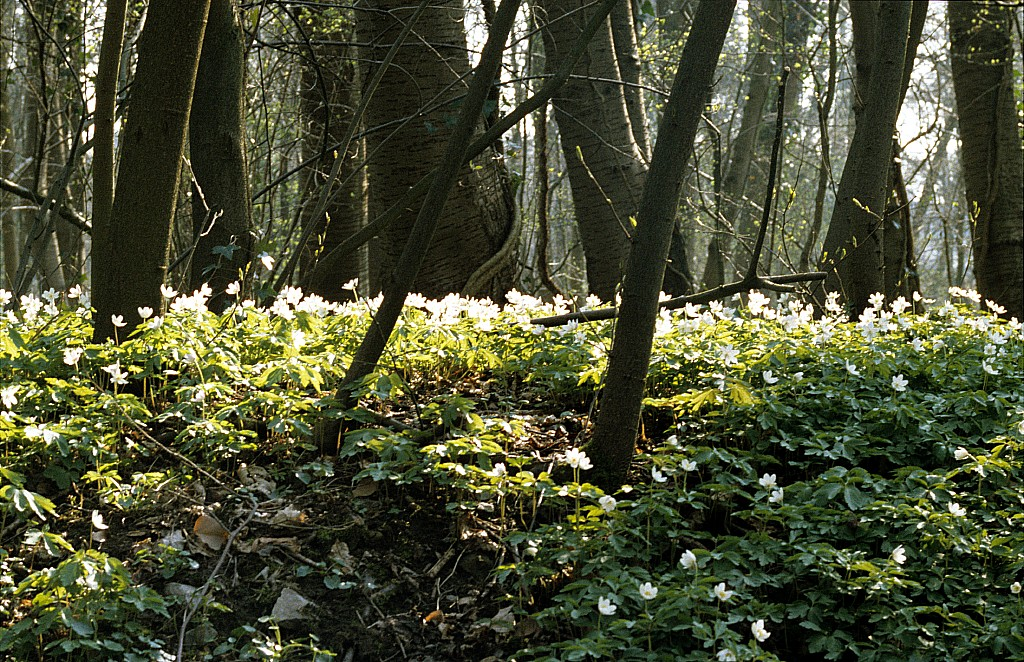
Bosanemonen
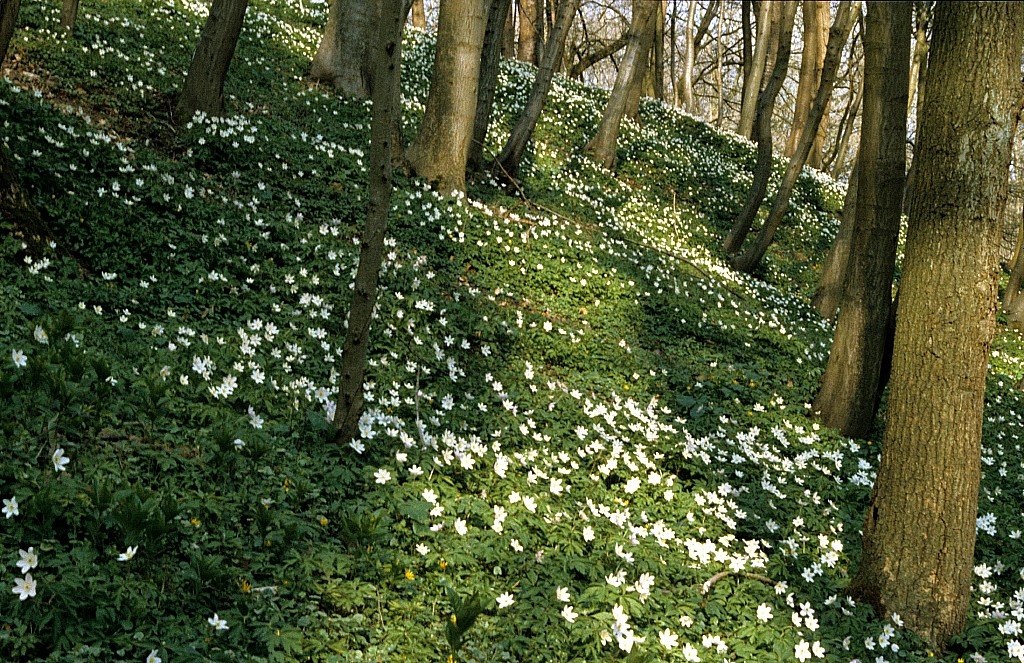
Bosanemonen
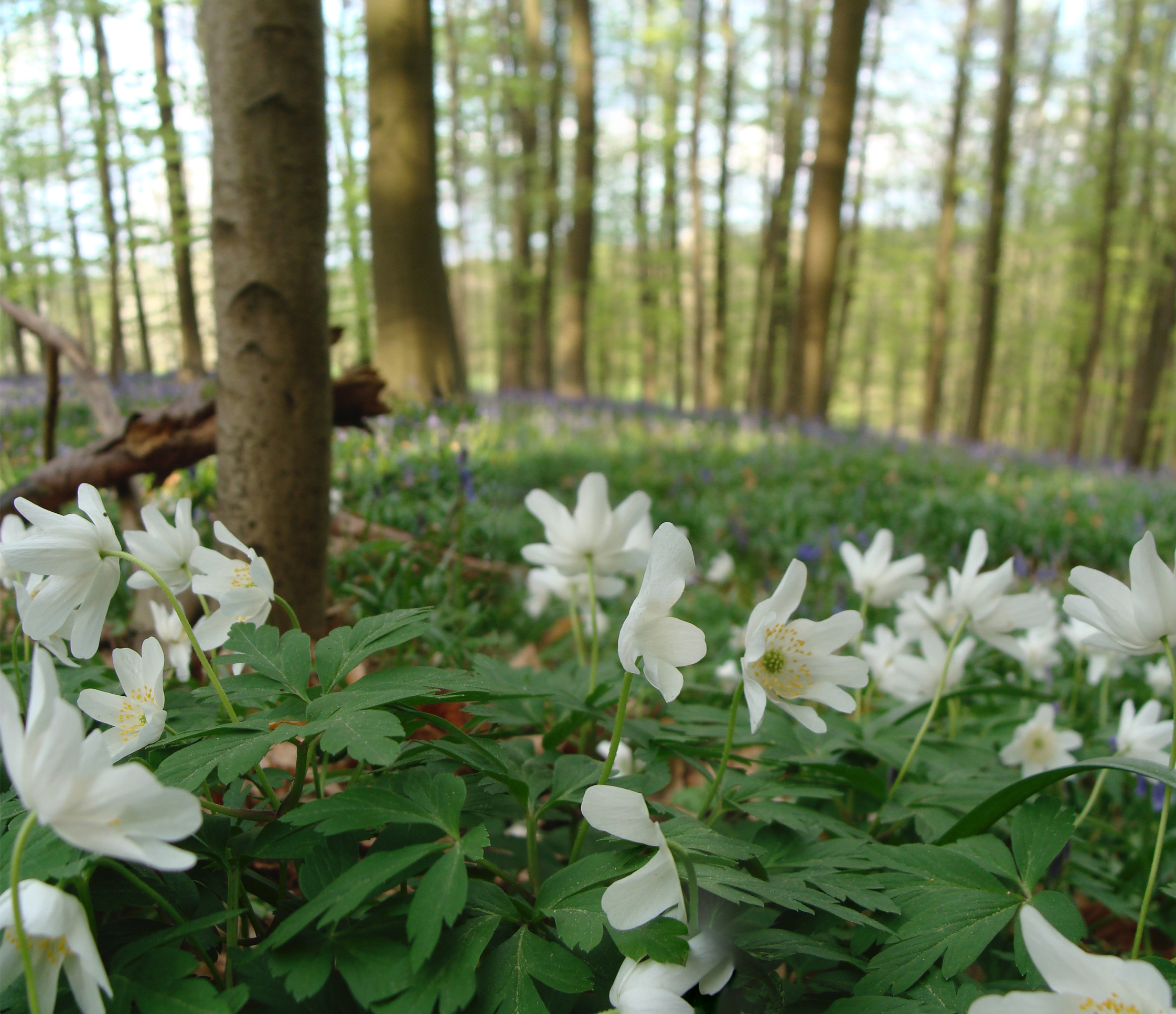
Bosanemonen

Dieren:
- houtsnip
- nachtzwaluw

## Overige soorten
| aalbes          | bosbies         | gele dovenetel     | hondsdraf    | lork                  | zwarte walnoot   |  |
| aardbeiganzerik | Corsicaanse den | gevlekte aronskelk | kamperfoelie | mannetjesereprijs     | meiklokje        |  |
| Amerikaanse eik | eik             | grove den          | klimop       | Robertskruid          | look-zonder-look |  |
| beuk            | es              | gewone esdoorn     | linde        | veelbloemige veldbies | grote muur       |  |

| bonte specht (kleine, grote en middelste bonte specht) | konijn     | vos |
| eekhoorn                                               | ree        |     |
| Europese haas                                          | rivierprik |     |

## Toegang met het openbaar vervoer
Tussen 15 april en 1 mei 2017 worden er tussen 9 en 20 uur vanaf het station pendelbussen ingelegd tijdens weekends en op feestdagen.
De halte Dworp Centrum wordt dagelijks elke 30 minuten bediend door de bus van De Lijn n° 153 en 155. 
Verbindingen van bus 153 en 155 met de MIVB:
- Kruispunt Stalle: trams 4, 82, 97
- Ukkel-Kalevoet: tram 51, bus 43, 60

Verbindingen van bus 153 en 155 met de trein:
- Station Halle
- Station Ukkel-Kalevoet

Ongeveer 1,5 km wandeling tussen de halte Dworp Sportschuur en het ingang noord ("Kapittel") van het bos, op een pad door het natuurgebied Steenputbeekvallei.

## Hyacinten in andere bossen
Op kleinere schaal groeien er ook hyacinten in andere bossen van Vlaanderen, onder andere in het Helleketelbos (Poperinge), Tiegembos en Bassegembos (Tiegem), Rodeberg/Hellegatbos (Westouter), Scherpenberg (Loker), Kemmelberg (Kemmel), Koppenbergbos (Oudenaarde/Maarkedal), Hotondberg (Ronse), Muziekbos (Ronse), Bos Ter Rijst (Maarkedal), Brakelbos (Brakel), Raspaillebos/Bosberg (Geraardsbergen) en het Neigembos (Ninove).